# Amedeo Carboni
Amedeo Carboni (Arezzo, 1965. április 6. –) olasz válogatott labdarúgó.

## Pályafutása

### Klubcsapatban
Pályafutását szülővárosában az Arezzo csapatában kezdte 1983-ban, amely ekkor a másodosztályban szerepelt. Két alkalommal is kölcsönadták, először a Fiorentinahoz, majd a Barihoz került és bemutatkozott a Serie A-ban. Ezt követően egy-egy évet töltött az Empoli és a Parma csapatainál. 1988-ban a Sampdoriahoz került, ahol első idénye végén olasz kupát nyert. Egy szezonnal később a Kupagyőztesek Európa-kupája serlegét is elhódították.
1990 nyarán leigazolta az AS Roma. A fővárosiaknál hét szezont töltött. Az 1990–91-es olasz kupa döntőjében 4–2 arányban múlták felül a Sampdoriat. Még ugyanebben az évben nevezték az Internazionale elleni UEFA-kupa döntő első mérkőzésére, de nem lépett pályára. A Romanál töltött utolsó idényében megkapta a csapatkapitányi karszalagot.
1997-ben, 32 évesen a spanyol Valencia szerződtette. Első idényében 29 mérkőzésen lépett pályára. 1998-ban az UEFA-Intertotó kupát, egy évvel később a spanyol kupát és a spanyol-szuperkupát is megnyerték. A bajnokok ligája 2000–01-es sorozatának döntőjében büntetőt hibázott a Bayern München ellen. A 2001–02-es idény végén spanyol bajnoki címet szerzett. 2004-ben még sikeresebben szerepelt csapatával, ekkor a bajnoki cím mellé az UEFA-kupa és az UEFA-szuperkupa serlegét is sikerült elhódítaniuk.
2005. október 23-án 40 évesen, 6 hónaposan és 17 naposan a spanyol bajnokság történetének legidősebb játékosa lett.

### A válogatottban
1992 és 1997 között 18 alkalommal szerepelt az olasz válogatottban. Részt vett az 1996-os Európa-bajnokságon.

## Sikerei, díjai

### Játékosként
Sampdoria
- Olasz kupa (1): 1988–89
- Kupagyőztesek Európa-kupája (1): 1989–90

AS Roma
- Olasz kupa (1): 1990–91

Valencia
- Spanyol bajnok (2): 2001–02, 2003–04
- Spanyol kupa (1): 1998–99
- Spanyol szuperkupa (1): 1999
- UEFA-bajnokok ligája döntős (2): 1999–00, 2000–01
- UEFA-kupa (1): 2003–04
- Intertotó-kupa (1): 1998
- UEFA-szuperkupa (1): 2004

## Külső hivatkozások
- Amedeo Carboni adatlapja a National-Football-Teams.com oldalon (angolul)

- Amedeo Carboni (angol nyelven). FootballDatabase.eu
- Amedeo Carboni (angol nyelven). BDFutbol.com
- Amedeo Carboni (angol nyelven). eu-football.info
- Amedeo Carboni (olasz nyelven). figc.it, FIGC. [2018. február 18-i dátummal az eredetiből archiválva]. (Hozzáférés: 2018. február 18.)